# 秀麗鱂
秀麗鱂為輻鰭魚綱鯉齒目鯉齒亞目鯉齒鱂科的其中一種，分布於北美洲美國加州Tecopa熱泉區，體長可達5公分，棲息在中底層水域。

## 擴展閱讀
維基物種上的相關：秀麗鱂